# Karasin
Karasin (ukr. Карасин) – wieś na Ukrainie w rejonie kamieńskim, obwodu wołyńskiego.
27 lutego 1916 w Karasinie, w obecności podpułkownika Kazimierza Sosnkowskiego i porucznika Bolesława Wieniawę-Długoszowskiego, kapelan 1 pułku piechoty legionów, ks. pijar Henryk Ciepichałł przyjął od chorego na grypę Józefa Piłsudskiego akt wyrzeczenia się protestantyzmu i złożenia wyznania wiary rzymskokatolickiej.
Do 2020 w rejonie maniewickim.